# La sfinge bianca
La sfinge bianca (Isobel or The Trail's End) è un film muto del 1920 diretto da Edwin Carewe. La sceneggiatura si basa su Isobel: A Romance of the Northern Trail, romanzo di James Oliver Curwood pubblicato nel 1913 a New York e a Londra.

## Trama

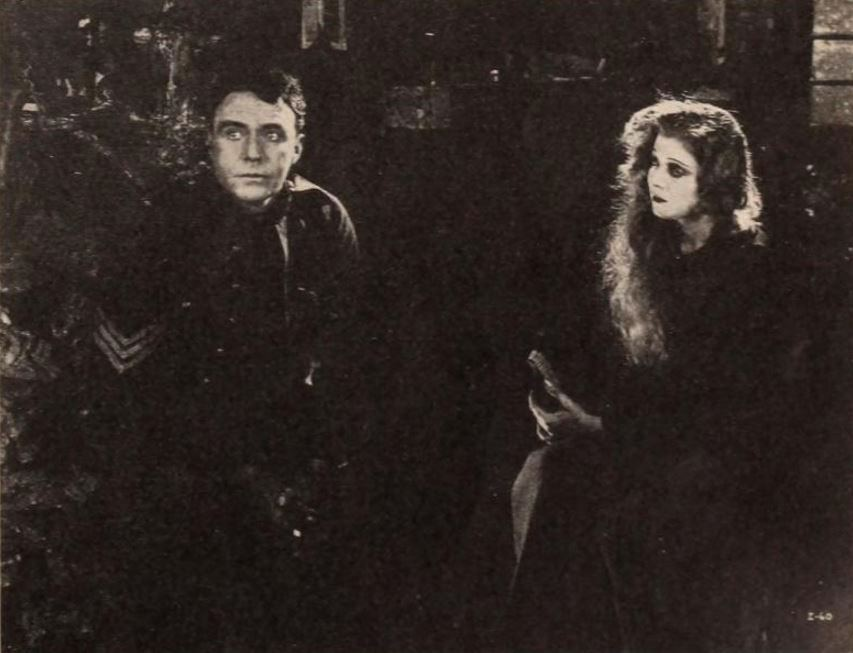
House Peters e Jane Novak

## Produzione
Il film fu prodotto dalla Davis-Carewe Productions.

## Distribuzione
Il copyright del film, richiesto da George H. Davis, fu registrato il 23 novembre 1920 con il numero LP15900.
La première del film, presentato da George H. Davis, si tenne il 23 novembre 1920 all'Hotel Astor di New York; il film uscì poi nelle sale cinematografiche statunitensi il 19 dicembre 1920.
In Italia, il film venne distribuito dalla Mundus con il visto di censura numero 18780 rilasciato nell'ottobre 1923: la visione del film venne approvata con riserva alla seguente condizione: "Nella 1ª parte sopprimere le scene del tentativo del capitano di usare violenza alla donna, e della lotta fra il capitano e Scottie. (novembre 1923)".
Non si conoscono copie ancora esistenti della pellicola che viene considerata presumibilmente perduta.